# Heyburn
Heyburn – miasto w Stanach Zjednoczonych, w stanie Idaho, w hrabstwie Minidoka.